# Ploskovice
Ploskovice är en ort i Tjeckien.   Den ligger i regionen Ústí nad Labem, i den nordvästra delen av landet, 50 km norr om huvudstaden Prag. Ploskovice ligger 235 meter över havet och antalet invånare är 370.
Terrängen runt Ploskovice är platt åt sydost, men åt nordväst är den kuperad. Terrängen runt Ploskovice sluttar söderut.Runt Ploskovice är det ganska glesbefolkat, med 38 invånare per kvadratkilometer. Närmaste större samhälle är Ústí nad Labem, 16,2 km nordväst om Ploskovice. Trakten runt Ploskovice består till största delen av jordbruksmark.